# Буквиця (Нижньосілезьке воєводство)
Буквиця (пол. Bukwica, нім. Leutbach) — село в Польщі, у гміні Жуковиці Ґлоґовського повіту Нижньосілезького воєводства.
Населення — 278 осіб (2011).
У 1975—1998 роках село належало до Легницького воєводства.

## Демографія
Демографічна структура станом на 31 березня 2011 року:
|          | Загалом | Допрацездатний вік | Працездатний вік | Постпрацездатний вік |
| -------- | ------- | ------------------ | ---------------- | -------------------- |
| Чоловіки | 146     | 46                 | 92               | 8                    |
| Жінки    | 132     | 32                 | 79               | 21                   |
| Разом    | 278     | 78                 | 171              | 29                   |